# Ichirō Suzuki (Fußballspieler)
Ichirō Suzuki (japanisch 鈴木 一朗 Suzuki Ichirō; * 1. August 1995 in Morioka, Präfektur Iwate) ist ein japanischer Fußballspieler.

## Karriere
Suzuki erlernte das Fußballspielen in der Schulmannschaft der Morioka Chuo High School und der Universitätsmannschaft der Fuji-Universität. Seinen ersten Vertrag unterschrieb er 2016 bei Grulla Morioka. Der Verein spielte in der dritthöchsten Liga des Landes, der J3 League. Für den Verein absolvierte er vier Ligaspiele. 2018 wechselte er nach Iwaki zum Regionalligisten Iwaki FC. Mit dem Verein spielte er in der Tohoku Soccer League, Division 2 South. Am Ende der Saison wurde man Meister der Liga. Anfang Januar 2021 unterschrieb er einen Vertrag beim Viertligisten Nara Club. Für dem Verein aus Nara stand er zwölfmal in der vierten Liga auf dem Spielfeld. Nach einer Saison ging er im Januar 2021 zum Fünftligisten Tochigi City FC.

## Erfolge
Iwaki FC
- Tohoku Soccer League, Division 2 South: 2018